# لیلیث (ترانه هالزی)
لیلیث (انگلیسی: Lilith) ترانه‌ای از هالزی خوانندۀ آمریکایی است که در ۵ ژوئن ۲۰۲۳ به‌عنوان چهارمین ترانه از آلبوم اگر نمی‌توانم عشق داشته باشم، قدرت می‌خواهم منتشر شد.
ترانۀ اصلی فقط با صدای هالزی است. ولی در نسخۀ رمیکس این ترانه برای بازی ویدئویی دیابلو ۴، شوگا رپر گروه بی‌تی‌اس نیز با هالزی همکاری می‌کند.

## موزیک ویدئو
موزیک ویدئو توسط هنری هابسون با عوامل اجرایی بلیزارد انترتینمنت کارگردانی و در ۵ ژوئن ۲۰۲۳ همزمان با انتشار تک‌آهنگ در یوتیوب منتشر شد.